# 住吉本町 (神戸市)

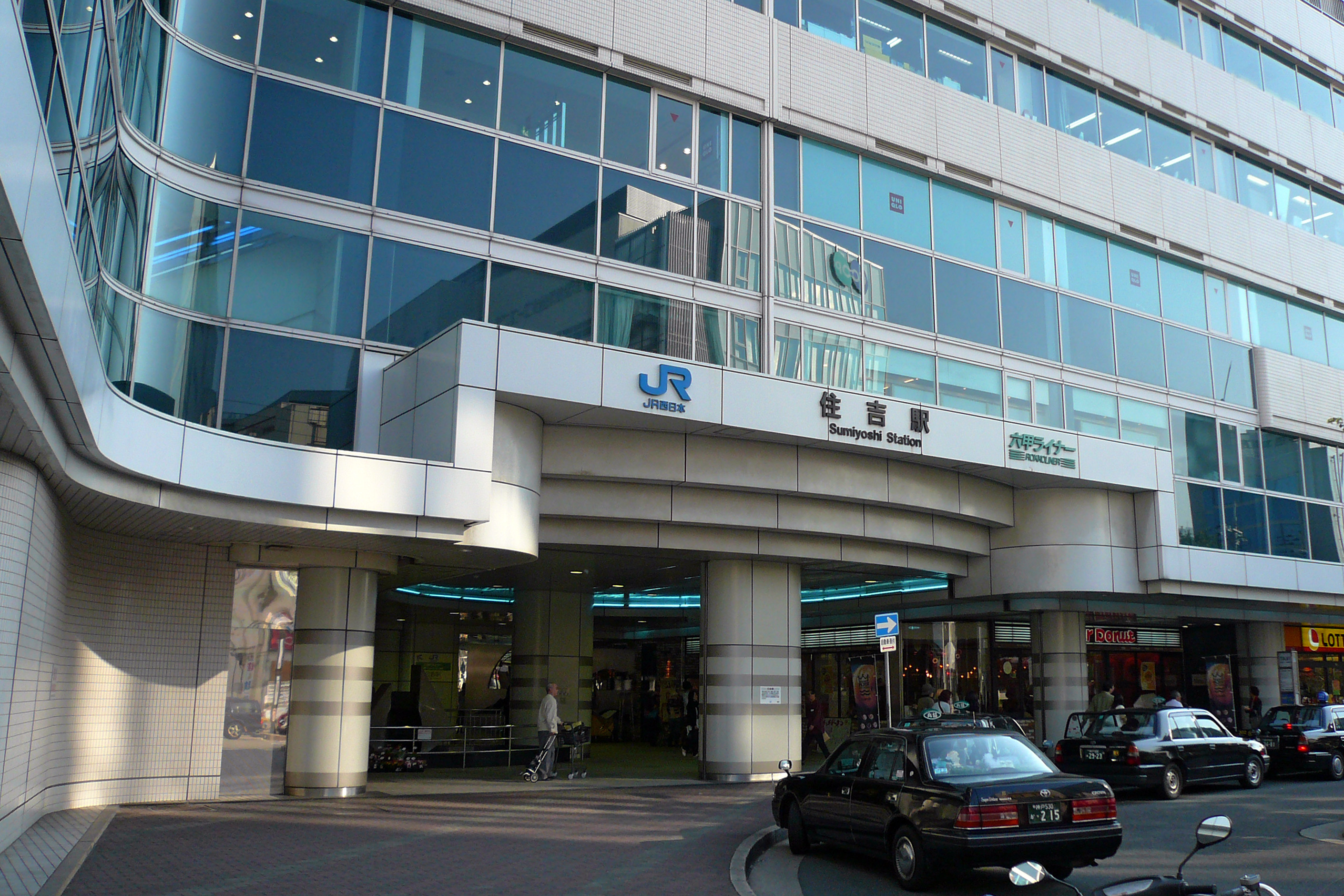
JR・六甲ライナー住吉駅北口。駅ビル（リブ住吉）はショッピングセンター（一丁目）。

住吉本町（すみよしほんまち）は、神戸市東灘区の町名。平成17年国勢調査（2005年10月1日現在）における世帯数は2,922、人口6,063で内男性2,761人・女性3,302
人。郵便番号658-0051。

## 地理
東は住吉川を挟んで西岡本、南はJR線を挟んで住吉幹線以東が住吉東町、以西が住吉宮町、西は東御影線を挟んで旧・御影町域の御影郡家、北は阪急線を挟んで住吉山手に接する。1～3丁目まであり、山手幹線以南の有馬道（西獺川線）以東が1丁目、以西が2丁目、山手幹線以北が3丁目である。

### 地価
住宅地の地価は、2014年（平成26年）1月1日の公示地価によれば、住吉本町1-16-3の地点で38万5000円/m2となっている。

## 歴史
旧・住吉村域（住吉地区）の阪急神戸線以南・JR東海道本線以北に相当する。昭和60年（1985年）に住吉町垣内・九郎佐衛門新田・反高林・中島・古寺・坊ヶ塚・宮西・宮東・守堂・雨ノ神・牛神前・小原田・垣添・室ノ内・牛神・牛神東・観音林・小阪山・小林・堂ノ本・新堂の各字と御影町郡家の一部が住居表示実施して誕生した。

### 地名の由来
住吉町垣内の垣内とは所謂宮垣内で神領地として垣をめぐらせたところ。
九郎左衛門新田は庄屋の九郎左衛門の開発した2つの新田―享保10年（1725年）・巳年の巳新田と、その後寅年にできた上手の寅新田を合わせて開発者の名を冠した。
住吉川沿いにある反高林とは土地が粗悪で収穫があてにできないため反別だけ測定し極軽い税が掛けられた“反高場”であった林であった場所。
守堂は吉田定房の三男・幸麿が堂守りしていた薬師堂があったといわれる。
小原田は『住吉村誌』によれば古図には「小原台」となっているという。
室ノ内は、落合重信の説では菟原郡の郡衙があった場所であり、隣に郡家という地名（現・御影郡家）があるが、郡家とは郡の役所のある集落全体を指す語であり、郡衙の所在地には「館」の古語である「ムロツミ」の転訛した室の内を充てるべきとする。

## 交通

### 鉄道
- JR神戸線
  - (岡本)-住吉駅-(永手町)
- R 六甲ライナー
  - 住吉駅-(魚崎西町)

## 校区
出典: 
| 丁目 | 小学校     | 中学校     |
| ---- | ---------- | ---------- |
| 1    | 住吉小学校 | 住吉中学校 |
| 2    | 住吉小学校 | 住吉中学校 |
| 3    | 住吉小学校 | 住吉中学校 |

## 施設
- JR東海道本線・六甲ライナー住吉駅（駅ビルはリブ住吉。一丁目）
- 生活協同組合コープこうべ住吉事務所（本部。一丁目）
- 東神戸病院（一丁目）
- 甲南小学校（一丁目）
- 甲南幼稚園（一丁目）
- 阿彌陀寺（住吉村役場・住吉小学校発祥の地。二丁目）

## 出身者
- 角田裕育（ジャーナリスト）